# Johann-Gottfried-Herder-Gymnasium (Berlin-Lichtenberg)
Das Johann-Gottfried-Herder-Gymnasium ist ein sprachlich orientiertes Gymnasium im Ortsteil Fennpfuhl des Berliner Bezirks Lichtenberg.

## Schulgebäude und Schulgeschichte
Das Johann-Gottfried-Herder-Gymnasium steht am Rande eines typischen DDR-Neubauviertels zwischen dem Anton-Saefkow-Platz und dem S-Bahnhof Storkower Straße. Dementsprechend ist auch das Schulgebäude ein DDR-Typenbau, der in den Jahren 2014–2018 aufwändig saniert wurde, zuletzt im Jahr 2020 die Turnhalle. Im Zuge der Sanierung wurde auch der Schulhof umgestaltet, so dass ein Teil des Hofes auch als Sportfläche mit 100-Meter-Laufbahnen und Basketballfeld genutzt werden kann.
Das Johann-Gottfried-Herder-Gymnasium ist aus der 1975 im Stadtbezirk Lichtenberg gegründeten Spezialschule für Fremdsprachen „Johann Gottfried Herder“ hervorgegangen. Sie war mit ihrem besonderen Sprachenprofil einzigartig in der DDR. Ab der 3. Klasse wurden  die Schüler als erste Fremdsprache in Englisch oder Französisch unterrichtet, mit dem Ziel, neben dem Abitur auch den Sprachkundigenabschluss zu erreichen. Russisch wurde ab der 5. Klasse verstärkt unterrichtet.
Nach der deutschen Wiedervereinigung und dem Wieder-Zusammenwachsen der Stadt Berlin erfolgte 2007 eine Schulfusion mit dem Georg-Christoph-Lichtenberg-Gymnasium und es entstand das heutige Gymnasium. Es weist noch immer eine Sprachenorientierung auf, vom Fusionspartner allerdings Schulgebäude und ökologische Ausrichtung übernommen hat.

## Besonderheiten und Schulprofil
In der Sekundarstufe I ist das Gymnasium in der Regel vierzügig, wobei zwei Klassen als grundständiger Zweig bereits in der 5. Klasse aufgenommen werden. Diese grundständigen Klassen werden mit verstärktem Englischunterricht auf das bilinguale Profil vorbereitet. Ab der Jahrgangsstufe 8 wird Geografie, ab Jahrgangsstufe 9 zusätzlich Geschichte in englischer Sprache unterrichtet. In der gymnasialen Oberstufe kommt Politische Wissenschaft als Unterrichtsfach auf Englisch hinzu. Schüler haben die Möglichkeit, im Rahmen des Abiturs das Exzellenzlabel CertiLingua zu erwerben.
Gemäß dem Sprachenprofil werden an der Schule neben der ersten Fremdsprache Englisch diverse weitere Sprachen angeboten, die je nach Zugehörigkeit zum grundständigen Zug oder zum neusprachlichen Zug in unterschiedlichen Konstellationen wählbar sind:
- Russisch als zweite Fremdsprache ab Klasse 5
- Spanisch als zweite Fremdsprache ab Klasse 5
- Spanisch als zweite oder dritte Fremdsprache ab Klasse 7
- Französisch als zweite oder dritte Fremdsprache ab Klasse 7
- Latein als dritte oder vierte Fremdsprache ab Klasse 9

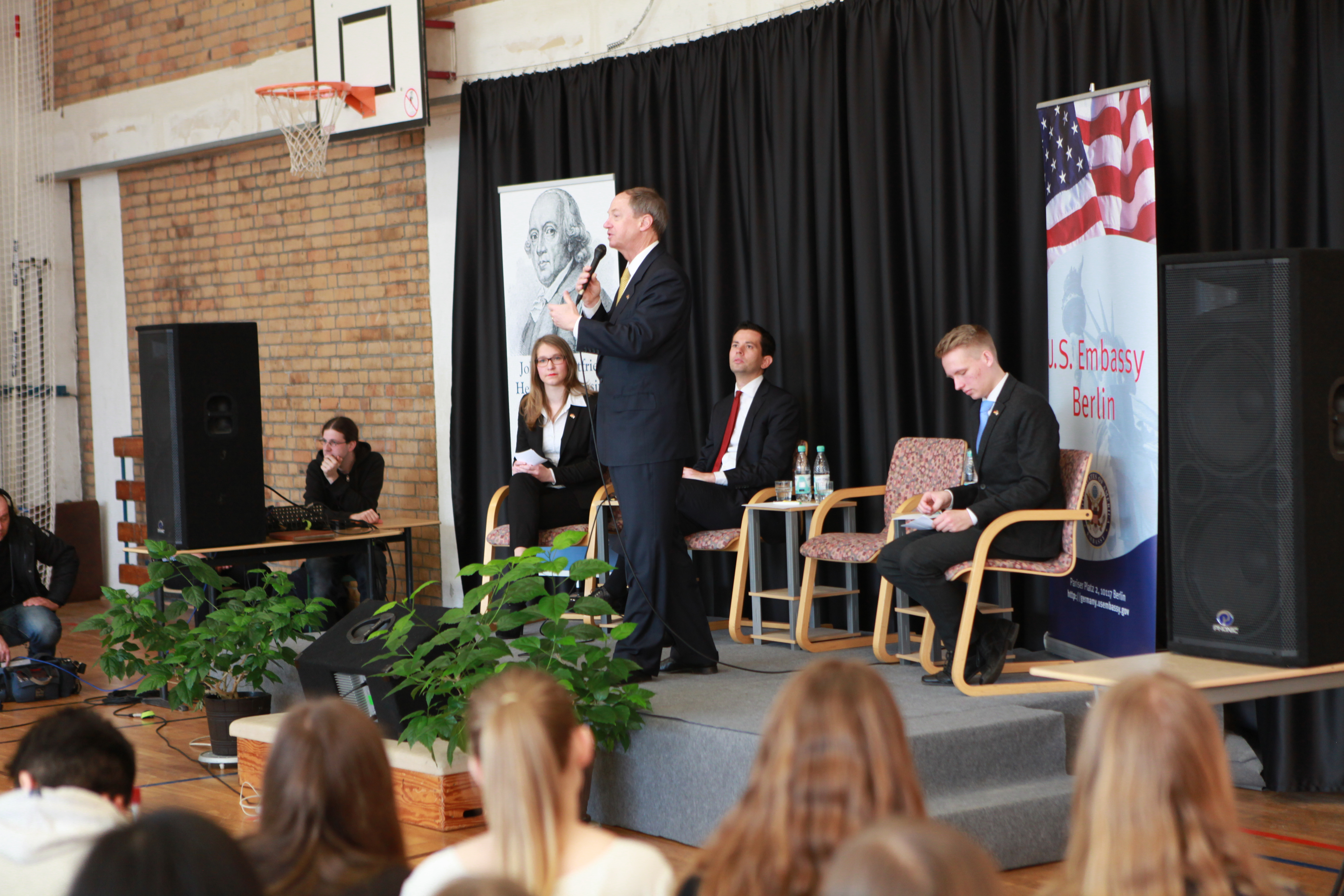
US-Botschafter Emerson beim Town Hall Meeting am 10. März 2015

Im Rahmen des Sprachenprofils finden in mehreren Jahrgangsstufen Schüleraustausche und Sprachreisen statt. Am Rande des Austauschs mit Texas besuchte 2015 John B. Emerson, der damalige Botschafter der USA in Deutschland, die Schule für ein Town Hall Meeting.
Ergänzend zum Sprachenprofil engagiert sich das Johann-Gottfried-Herder-Gymnasium in der kulturellen Bildung, ist seit 2016 Teil des Kulturagenten-Programms. Es finden regelmäßig Konzerte, Ausstellungen oder Theaterprojekte statt. Im Bereich der politischen Bildung sind die Arbeitsgemeinschaften Model United Nations in englischer Sprache, Jugend debattiert oder Herders Rebellion zu erwähnen.

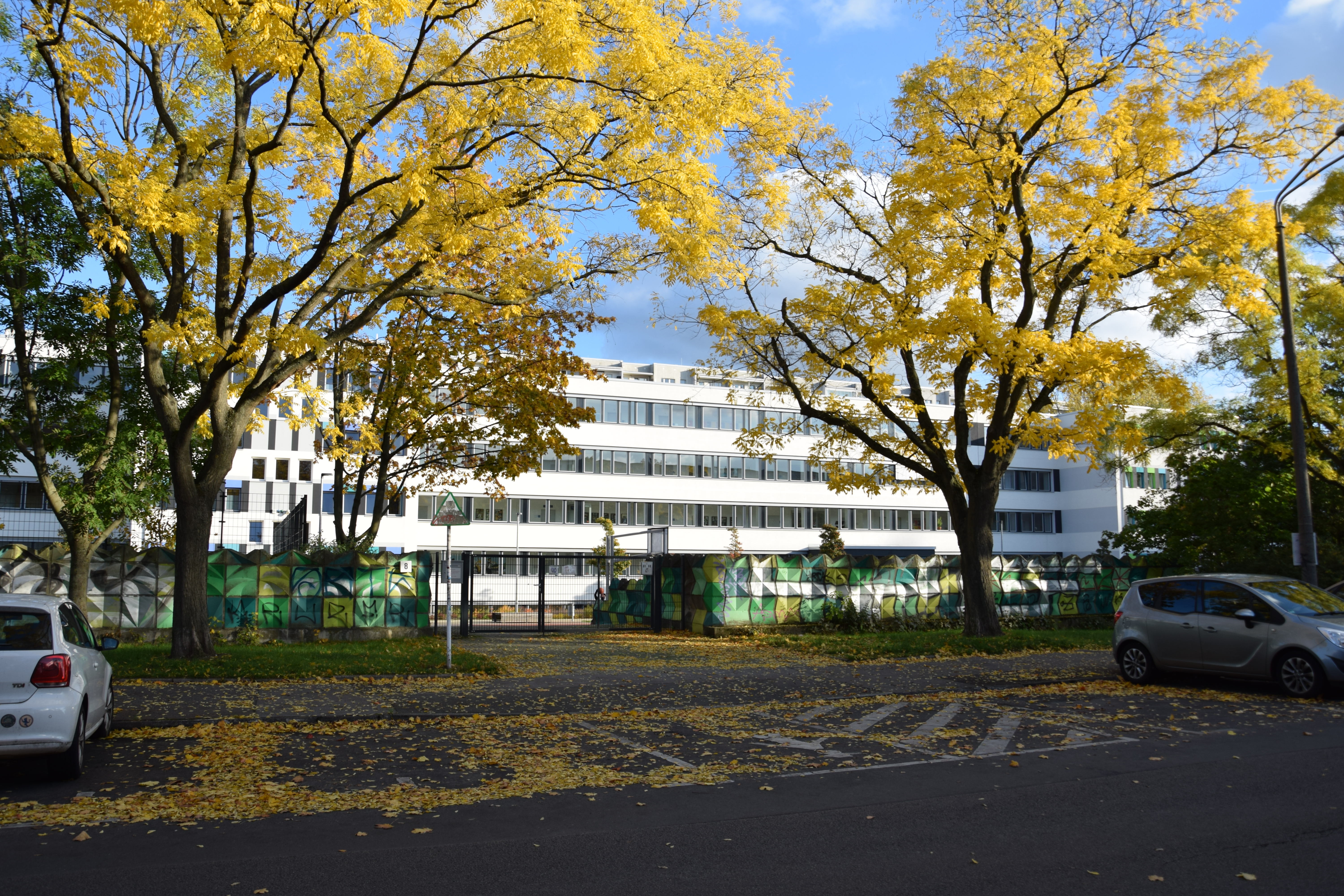
Straßenansicht der Schule

Die Herderzeitung berichtet mehrfach im Jahr über das Schulgeschehen, geht dabei nicht nur analoge Wege, sondern nutzt auch die sozialen Medien, wofür sie vielfach ausgezeichnet wurde.
Im Schuljahr 2024/25 haben 55,2 % der Schüler eine nichtdeutsche Herkunftssprache.

## Preise und Auszeichnungen (Auswahl)
- Schule ohne Rassismus – Schule mit Courage
- 2019: Auszeichnung als „Faire Schule“ durch das EPIZ Berlin[12]
- 2020: Sonderpreis „Ideen. Umsetzen“ des BDZV für die Herderzeitung[13]
- 2022: Deutscher Lehrkräftepreis für Tatjana Inkin[14]

## Ehemalige Schüler
- Mari Weiß (* 1984), Juristin und Politikerin (Die Linke)
- Florian Streso (* 1985), Radiojournalist und Musiker
- Christoph Sydow (1985–2020), Spiegel-Journalist
- Katharina Schlothauer (* 1985), Schauspielerin